# Råggärd
Råggärd är kyrkbyn i Råggärds socken i Färgelanda kommun i Dalsland, vid sydöstra stranden av Öjemossen.
I byn ligger Råggärds kyrka.